# Arthur Larsen
Arthur David "Art" Larsen (Hayward, 17 de abril de 1925 - San Leandro, California, 7 de diciembre de 2012) fue un exjugador de tenis estadounidense cuyo logro más importante fue alzarse con el Campeonato Norteamericano de Tenis en 1950. Su carrera terminó abruptamente en noviembre de 1956, después de sufrir un accidente de moto en Castro Valley, California. Se quedó parcialmente paralizado y perdió la visión en un ojo.

## Torneos de Grand Slam

### Campeón Individuales (1)
| Año  | Torneo                            | Oponente en la final | Resultado           |
| 1950 | US National Singles Championships | Herbert Flam         | 6-3 4-6 5-7 6-4 6-3 |

### Finalista Individuales (1)
| Año  | Torneo             | Oponente en la final | Resultado   |
| 1954 | Campeonato Francés | Tony Trabert         | 4-6 5-7 1-6 |